# Кантата
Кантата (лат. cantare, певати) је музички облик који обухвата мелодије за људски глас праћене инструменталном пратњом. Облик кантате настаје у 18. веку. Кантата може имати световну или духовну садржину. Обично је скромних димензија: углавном је чини од три до седам нумера, али има и врло опсежних дела и са по двадесетак нумера које се по обиму приближавају ораторијуму. Кантата је претежно лирског карактера који је заснован на поетском тексту, док солиста наступа као музички контраст оркестру и хору. Састоје се из рецитатива, арија, хорских пасажа, корала и инструменталних увертира и интермеца. Врхунац популарности кантате су доживеле у првој половини 18. века, паралелно са опером и ораторијумом.

## Историјски контекст
Термин је настао почетком 17. века, истовремено са опером и ораторијумом. Пре тога је сва „културна” музика била вокална. Са успоном инструменталне музике појавио се овај појам, док је инструментална уметност постала довољно развијена да би се могла оличити у сонатама. Од почетка 17. века до краја 18. кантата за један или два соло гласа уз пратњу басо континуа (а можда и неколико соло инструмената) била је главни облик италијанске вокалне камерне музике.
Кантата се прво састојала од декламативног наратива или сцене у рецитативу, коју држи примитивна арија која се понавља у интервалима. Лепи примери се могу наћи у црквеној музици Ђакома Карисимија; и енглески вокални соло Хенрија Персела (као што су Mad Tom и Mad Bess) показују максимум који се може направити од ове архаичне форме. Са успоном да капо арије, кантата је постала група од две или три арије којима се придружио рецитатив. Бројни италијански дуети и тријеви Џорџа Фридерика Хендла су примери прилично великих размера. Његов латински мотет Silete Venti, за сопрански соло, показује употребу овог облика у црквеној музици.

## Разлике од других музичких облика
Италијанска соло кантата је имала тенденцију да, када је великих размера, постане неразлучива од сцене у опери, на исти начин на који се црквена кантата, соло или хорска, не разликује од малог ораторијума или дела ораторијума. Ово је подједнако очигледно било да се испитују Бахове црквене кантате, којих је скоро 200 сачувано (погледајте списак Бахових кантата), или Хендлове Чандос химне. У случају Јохана Себастијана Баха, неке од већих кантата се заправо називају ораторијуми; а Божићни ораторијум је збирка од шест црквених кантата заправо намењених за извођење у шест различитих дана, иако заједно чине целовиту уметничку целину као и сваки класични ораторијум.

## Барок
Током барокне ере, термин „кантата“ је генерално задржао своју оригиналну италијанску употребу за описивање секуларног вокалног дела продужене дужине, често у различитим деловима, и обично италијанског стила. Истовремено, вокални комади сличног обима, често са неколико певача, и разним инструментима, били су веома тражени за сервисе лутеранске цркве. Таква дела су се обично називала geistliche Konzerte (једнина: geistliches Konzert, што значи свети концерт). Многи од ових комада су једноставно названи почетним текстом. Такве комаде за литургију или друге прилике нису компоновали само Бах већ и Дитрих Букстехуде, Кристоф Граупнер, Готфрид Хајнрих Штолцел и Георг Филип Телеман, између осталих. Уредници  Bach Gesellschaft друштва су усвојили „свету кантату“ као згодну збирку за већину Бахових литургијских дела. Тај термин је затим ретроактивно применио на Филипа Спита да се односи на упоредива дела композитора од Хајнриха Шуца па надаље. Многе световне кантате су компоноване за манифестације племства. Оне су по форми биле толико сличне светим да су многе од њих пародиране (делимично или потпуно) на свете кантате, на пример у Баховом Божићном ораторијуму.

### Бахове кантате
Јохан Себастијан Бах, чијих је скоро 200 кантата сачувано, представља значајан је допринос жанру.